# Tweede Servische Opstand
De Tweede Servische Opstand (Servisch: Други српски устанак, Droegi srpski oestanak) (1815) was een opstand in Servië die een reactie vormde op de Turkse wraakzucht naar aanleiding van de Eerste Servische Opstand.

## Aanleiding
In de periode van 1804 tot 1814 hadden de Serviërs bijna het Turkse juk weten af te werpen. De pashalik Belgrado kwam in opstand, maar werd in 1814 door de Turken heroverd toen de Serviërs in een interne verdeeldheid verwikkeld waren. De leider van deze opstand, Karađorđe, vluchtte naar Roemenië. De Turken, die ook beseften dat de diepere oorzaak in het wanbeleid van de janitsaren lag, behandelden de Serviërs aanvankelijk lankmoedig. Na een paar maanden veranderde dit echter, en beschouwden de Turken het als hun goed overwinnaarsrecht de Serviërs financieel uit te knijpen. In 1815 brak hierop een tweede opstand uit, deze keer onder Miloš Obrenović.
Op 23 april 1815 brak een opstand uit nadat Miloš Obrenović een aantal Serven op het kerkhof van Takowo bijeen had geroepen. Men spreekt wel van de "Opstand van Takowo".

## Verloop
Obrenović wist de Turken militair te verslaan, maar begon, zodra hij de ruimte hiervoor had, met de Turken te onderhandelen. Hij overtuigde de sultan dat hij de Serviërs enige autonomie moest gunnen, maar wel onder het Turkse gezag. Obrenović erkende op zijn beurt het gezag van de sultan en werd in december 1815 door de Turkse keizer als "Vorst van Servië" erkend. De soevereiniteit van Servië was beperkt, in Zuid-Servië bleven Turkse troepen gelegerd, maar de Serviërs konden na 400 jaar eindelijk hun eigen zaken behartigen.
Door diplomatie en omkoping wist Obrenović zijn positie te versterken. Hij benadrukte hierbij altijd zijn trouw aan de sultan. Toen Karadorde het in 1817 waagde om terug te keren naar Servië, liet Obrenović hem onthoofden, en stuurde zijn hoofd naar Istanbul. Dit was meer dan een brute moord op een politiek tegenstander. Het was ook een bewijs van zijn trouw aan de sultan.

## Gevolgen
Obrenović en zijn opvolgers wisten de Servische autonomie steeds verder uit te breiden. Door de belastinginkomsten werd hij rijker en rijker, en ten slotte wist Obrenović concessie na concessie van de sultan los te krijgen voor leningen. In 1830 werd Obrenović erfelijk vorst, in 1867 vertrokken de laatste Turkse troepen, en in 1878 werd Servië volledig onafhankelijk.